# Гол мъж
Гол мъж е връх в Сърнена Средна гора, в подножието на който се намира с. Сърневец. Името на върха идва от местно предание за хубавата мома, в която се залюбили двама левенти. Тя поискала доказателство за сериозността на чувствата им и ги накарала да отидат в гората и да пренощуват там голи. Двамата младежи обаче се скарали и се разделили и отишли на два съседни върха, наречени впоследствие „Гол мъж“ и „Малък Гол мъж“
Има и други легенди за името на върха.
Една от тях е следната:
Било е преди много, много години. Една девойка залюбила двама ергени. И двамата били хубави, напети. Тя не можела да реши за кого да се омъжи и сторили облог. Девойката се качила на високия връх, а двамата момци на срещуположните два по-малки върха („Малък гол мъж“ и „Градището“, които са на равно разстояние един от друг. При даден знак от девойката, двамата тръгнали и който стигнел пръв при нея, щял да се омъжи за нея. Двамата момци пристигнали едновременно при нея. От гъстите шубраци и драки, дрехите им били разпокъсани и те били голи. В знак на обич и тримата сложили край на живота си. От тогава този връх се нарича „Голям гол мъж“, а по-малкият от лявата му страна е „Малък гол мъж“.
Някои хора разказват:
В далечни времена по тези места живяла много красива девойка. В нея се влюбили двама млади момци – левенти. Всеки от тях желаел девойката да стане негова жена. Тя харесвала и двамата юначни момци и обявила, че ще стане съпруга на онзи от тях, който е по-силен. Уговорката станала до малко изворче намиращо се от западната страна на върха на „Гол мъж". Условията били – тя ще застане на върха, единият от момците ще отиде на „Градището“, а другият на „Малък гол мъж“ (срещуположните два върха). При определен сигнал – запалване на огън от нея, двамата момци едновременно ще тръгнели към девойката и който от тях пристигнел пръв, той ще бъде нейният избраник. Интересното състезание – двубой завършило, като и двамата пристигнали едновременно при девойката. Нямало победител. Въпросът бил решен трагично. Двамата момци убили с ножовете си девойката, а след това един друг и себе си. Така загинали и тримата. Родителите на младите решили да ги погребат на лобното им място, в гробове един до друг, като в средата е този на девойката. До към 1940 г. на това място на върха имало три гроба очертани с необработени камъни. Гробовете ясно личели, били с посока изток-запад. На това място военно поделение правило траншея, вследствие на което гробовете са унищожени. Не е известно по време на изкопа намерени ли са кости или предмети.